# Defense Red Switch Network

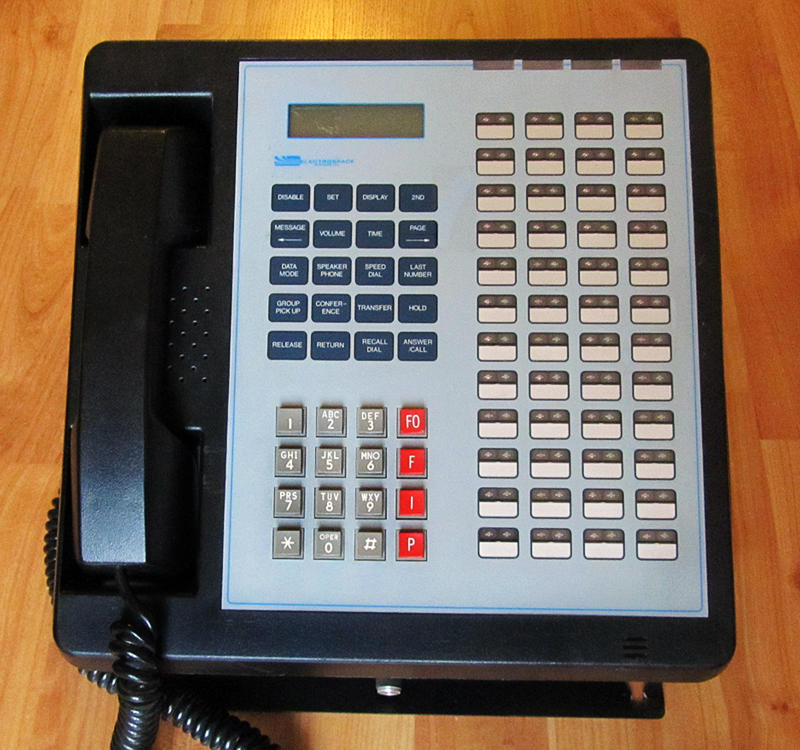
Ein Multi Line Phone (MLP-1A), hergestellt von Electrospace Systems, welches seit 1983 Teil des Defense Red Switch Network war. Das Telefon hat vier Extratasten für Bevorrechtigung (Multilevel precedence and preemption, MLPP) und 48 programmierbare Tasten für Verbindungen über sichere und nicht sichere Leitungen.

Das Defense Red Switch Network (DRSN) ist ein dediziertes Telefonnetz, welches global sichere Kommunikationsdienste für die Kommandostrukturen der Streitkräfte der Vereinigten Staaten zur Verfügung stellt. Das Netz wird betreut durch die Defense Information Systems Agency (DISA), es ist freigegeben für Informationen bis zur Geheimhaltungsstufe Top Secret SCI.
Das DRSN stellt mehrstufig bevorrechtigte, sichere Sprachkommunikation und Sprachkonferenzen für die National Command Authority (NCA, bestehend aus dem Präsidenten und dem Verteidigungsminister der Vereinigten Staaten), den Vereinigten Stabschefs (Joint Chiefs of Staff), dem National Military Command Center (NMCC), den Kommandeuren der Unified Combatant Commands und ihren Command Centern, anderen Einrichtungen des US-Verteidigungsministeriums, Regierungseinrichtungen und NATO-Alliierten bereit.
Einrichtungen des US-Verteidigungsministeriums und der US-Regierung können mit Erlaubnis der Stabschefs Zugang zum Netz erhalten. Nach dieser Genehmigung wird die DISA zusammen mit dem Kunden und entsprechenden militärischen Einrichtungen den Service bereitstellen.
Das Defense Red Switch Network besteht aus vier Subsystemen: dem Vermittlungssystem, dem Übertragungssubsystem, dem Timing- und Synchronisierungs-Subsystem und dem Network Management Subsystem. Das Vermittlungssystem besteht aus RED- und BLACK-Vermittlungen, um eine Trennung nach dem RED/BLACK Konzept zu realisieren. Endanwendern kann so mit einem Endgerät sowohl der Zugriff auf sichere als auch auf nicht sichere Netze bereitgestellt werden.
Das DRSN verarbeitete vor dem 11. September 2001 ca. 15.000 Gespräche pro Tag – danach lag der Peak bei 45.000 Gesprächen pro Tag, der Durchschnitt betrug 2003 ca. 25.000 Gespräche pro Tag. In dieser Zeit wurde das Defense Red Switched Network erweitert, um 18 zusätzliche Heimatschutz-Initiativen unterstützen zu können.
Heutzutage wird das Netzwerk auch als Multilevel Secure Voice bezeichnet. Es ist der Kernbestandteil des Global Secure Voice System (GSVS) während des Friedens, einer Krise und für die Zeit eines konventionellen Krieges, bei der Veranstaltung von nationalen Konferenzen und um Verbindungen herzustellen, bei denen sowohl taktische als auch strategische Kommunikationsnetze benötigt werden.